# Schefferomitra subaequalis
Schefferomitra es un género monotípico de plantas fanerógamas  perteneciente a la familia de las anonáceas que tiene una especie. Su única especie: Schefferomitra subaequalis , es nativa de Nueva Guinea.

## Taxonomía
Schefferomitra subaequalis fue descrita por (Scheffer) Diels  y publicado en Botanische Jahrbücher für Systematik, Pflanzengeschichte und Pflanzengeographie 49: 152. 1912.
Sinonimia
- Mitrephora subaequalis Scheffer